# Giovanni Amati
Giovanni Amati (Roma, 5 ottobre 1905 – Roma, 30 giugno 1980) è stato un produttore cinematografico e imprenditore italiano.

## Biografia
Giovanni Amati è nato a Roma nel 1905. È stato un produttore e imprenditore cinematografico nel secondo dopoguerra. Amati ha creato un grande circuito di sale cinematografiche private in Europa, con oltre cinquanta cinema di proprietà dell'azienda che porta il suo nome . Inizia la sua carriera imprenditoriale assumendo la gestione del cinema Vittoria, ai tempi un locale del popolare quartiere Testaccio dove organizzava incontri di pugilato. Tra una riunione e l'altra venivano proiettati spettacoli cinematografici. Il successo del pubblico alle sue iniziative, sempre unite da un'innata intraprendenza e intelligenza lo inducono a continuare su questo percorso e ad assumere la gestione di un secondo cinema, Il Tirreno, poi di un terzo, il Lamarmora (ora divenuto il cinema America), e quindi del Reale, dello Stadium (ora divenuto il Capitol), dell'Induno e dell'Esperia.
Nell'immediato dopoguerra, riattiva dei locali danneggiati dagli eventi bellici e con l'aiuto dell'inseparabile socio Ernesto Francesconi inizia la sua opera di espansione per dotare la capitale di locali cinematografici moderni nel centro di Roma. L'opera di Giovanni Amati, così intelligentemente impostata, portò alla formazione di quello che per antonomasia viene definito il "Circuito Amati" e che gli valse il titolo di "Re del Cinema". Nel 1946 Amati fece costruire il Cinestar; contemporaneamente prese in gestione il teatro Adriano, che poi acquistò destinandolo a spettacoli teatrali. Da allora il ritmo diventò serrato: dopo aver programmato al teatro Adriano gli spettacoli più prestigiosi dell'epoca, le grandi compagnie di riviste della Wanda Osiris, Totò, Rascel, rappresentazione di opere liriche, portò i più grandi nomi del jazz e della musica leggera mondiale per la prima volta in Italia, riuscendo a scritturare stelle di prima grandezza quali Frank Sinatra, Louis Armstrong, Ella Fitzgerald, Eddie Calvert, Franky Lane, Johnny Ray, i Beatles, ecc.
Verso la fine degli anni '40, Amati aggiunge al suo circuito il teatro Jovinelli e il cinema Apollo. Si cimenta nella produzione cinematografica italiana con film di Totò e Fabrizi come Guardie e ladri.
Fu tra i primi a capire le enormi possibilità artistiche di Alberto Sordi, che scritturò per alcuni film. Gli anni '50 furono gli anni della grande espansione dell'esercizio cinematografico: Amati acquistò i cinema Aureo, Hollywood, New York, Paris e America, Atlantic, Broadway, Alfieri e Royal. Successivamente Amati acquisì anche i cinema Palazzo e Alhambra, Ritz, Triomphe, Radio City, Airone, Ariston 2, Quattro Fontane e Platino.
Nella realizzazione delle sue nuove sale, vennero impegnati talenti artistici come Leoncillo, per le ceramiche, Cascella per i mosaici, i pittori Gino Severini, Pericle Fazzini, Renato Guttuso, Peppe Guzzi e Porpora.
Negli anni '60 consolidò definitivamente il suo circuito, acquistando e rinnovando il cinema Reale, l'Adriano, l'Ariston, l'Empire, l'Etoile, l'Holiday, il Barberini, il Rouge et Noir.